# Benno Ohnesorg

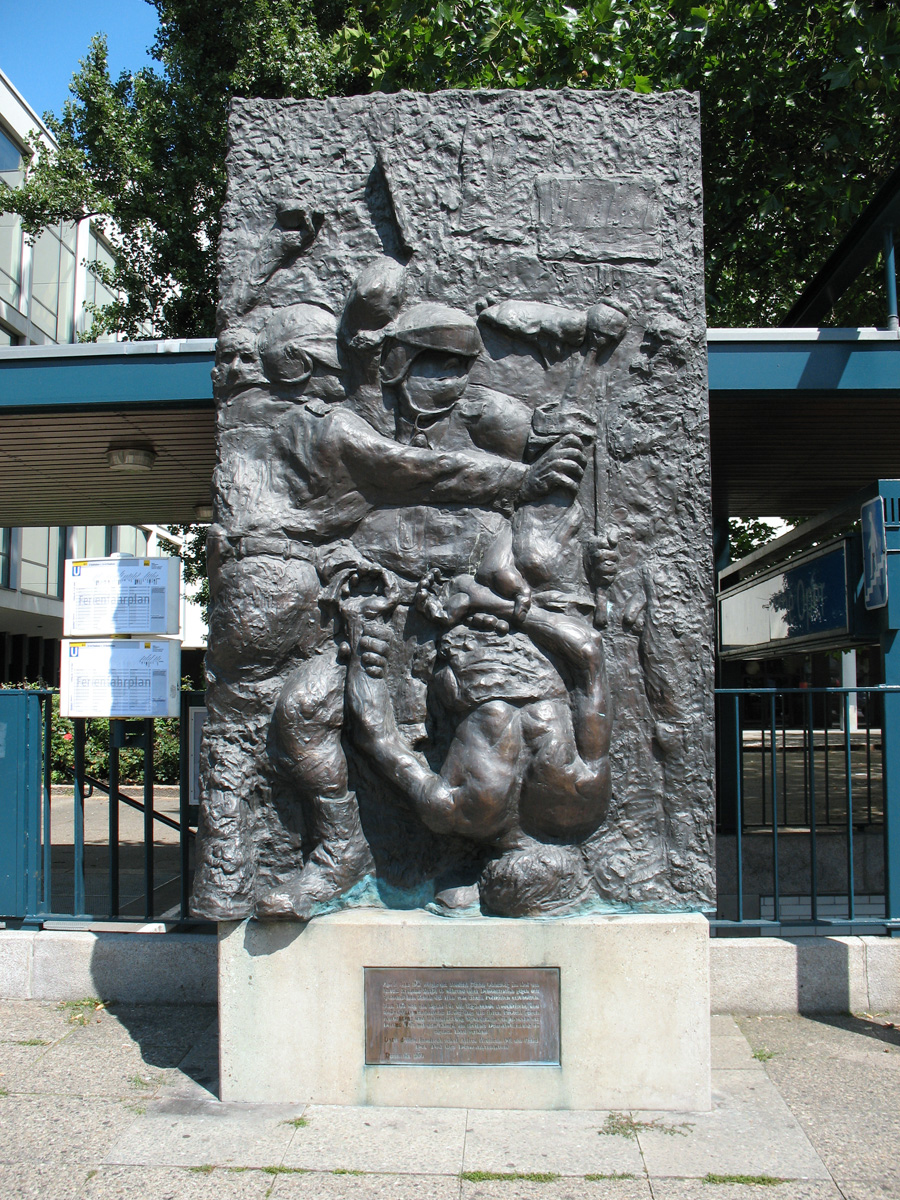
Minnesmärke över Benno Ohnesorg: reliefen Der Tod des Demonstranten av Alfred Hrdlicka vid Deutsche Oper Berlin.

Benno Ohnesorg, född 15 oktober 1940 i Hannover, död 2 juni 1967 i Berlin, var en tysk student och pacifist. Han sköts ihjäl av en västtysk polis som i hemlighet var en östtysk agent. Dödsskjutningen brukar betraktas som den utlösande faktorn i de västtyska stadsgerillornas historia – både Baader-Meinhofs Röda armé-fraktion (RAF) och den mer anarkistiska 2 junirörelsen (Bewegung 2. Juni /J2M). Mordet på Ohnesorg blev en katalysator för den västtyska terrorismen.

## Biografi
I juni 1967 var shahen av Iran på statsbesök i Västtyskland och Västberlin. Det tyska socialistiska studentförbundet motsatte sig detta och ville visa sin kritik mot shahens regim genom en demonstration den 2 juni i Västberlin. Den 26-årige Ohnesorg deltog i denna demonstration. Polisen lät först anhängare till shahen (SAVAK) angripa demonstranterna; senare inringade man demonstranterna och gick lös på dem med batonger, tårgas och vattenkanoner. Ohnesorg träffades av en kula i bakhuvudet och förblödde på platsen. Den 39-årige polismannen Karl-Heinz Kurras, en hemlig medlem i östtyska SED, påstod i förhör efteråt att han hade avlossat sin tjänstepistol av misstag. Denna händelse, som i vänsterradikala kretsar kom att kallas "Benno Ohnesorgs martyrium", brukar betraktas som den utlösande faktorn i de västtyska stadsgerillornas historia. Det dröjde inte länge innan den utomparlamentariska oppositionen (Ausserparlamentarische Opposition, APO) övergick från diskussioner och demonstrationer till en revolutionär stadsgerilla med mord, kidnappningar, bankrån och flygplanskapningar. En minnesplats finns vid Deutsche Oper Berlin. Författaren Uwe Timm har skrivit boken Vännen och främlingen om sin vänskap med Ohnesorg.

### Dödsskjutningen i Krumme Straße
Ohnesorg bar den kvällen en ny, ljus röd tröja, mörka byxor och så kallade jesus-sandaler. Han observerade hur flera civilpoliser förde en man – Hartmut R. – in på en innergård i Krummen Straße Nr. 66/67 (numera Schillerstraße 29).
Vid korsningen av Krummen Straße / Schillerstraße skilde han sig från sin hustru Christa och Dietz Bering och följde med andra demonstranter för att se vad som hände med mannen och vid behov hjälpa till. Polisen hade fört ett tiotal personer in på bakgården där det befann sig minst tio civila och uniformerade poliser, som började misshandla dem. Studenten Götz F. låg på marken och misshandlades av tre poliser. En demonstrant kastade ett paraply på en av poliserna som en avledningsmanöver, men polisen tog paraplyet och fortsatte misshandeln. De andra studenterna försökte lämna gården. Ohnesorg stod några meter bort på en piskställning och observerade händelserna. Enligt vittnesmål från demonstranten Reinhard B., som stod på en soptunna, körde polisen ut alla personer i närheten, bara Ohnesorg fanns kvar på innergården. Kurras överordnade Helmut Starke vittnade om att Ohnesorg hade försökt fly, varpå polisen hade stoppat honom. Erika S. såg att tre poliser hade omringat Ohnesorg och slog honom, varpå han lyfte sina händer ovanför huvudet; hon uppfattade det som ett tecken på kapitulation. Polismannen Horst Geiger vittnade att han sett Ohnesorg fasthållen av tre poliser.
Ungefär vid klockan 20.30 avlossades ett skott från omkring en meter som träffade Ohnesorg i bakhuvudet. Musikstudenten Frank Krueger sa: ”Då såg jag mynningsflamman från pistolen, den var ungefär i huvudhöjd. I nästa ögonblick låg en student på marken som inte rörde sig".
Andra vittnen bekräftade att de hade sett mynningsflamman i cirka 140–150 cm höjd över marken och sett Ohnesorg falla. Några hörde Ohnesorg skrika innan, andra hörde förskräckta rop: [21] "Snälla, snälla, skjut inte!” Sjuksköterskan Anne Marie K. hörde från gatan ropet "Skjut inte" Det kom eventuellt från en polis efter skottet. Andra vittnen hörde en ordväxling mellan poliserna Horst Geiger och Kurras: Är du galen, varför skjuter du? – Det var ett vådaskott.
Ett ljudband som spelades in av ljudteknikern Rainer Bosch från Süddeutschen Rundfunk fångade ljud av ett skott och ropen ”Mördare Mördare” från Krumme Straße. Dessutom hör man en manlig röst ge ordern: Kurras bakåt! Fort!.
Journalisterna Uwe Baum, Bernard Larsson och Jürgen Henschel fotograferade händelserna på gården. På två av dessa bilder, förmodligen sekunder efter skottet, ser man Kurras ensam och i rena kläder. (Kurras hävdade senare att han skjutit i nödvärn, liggande ner.) Poliserna, däribland insatsledaren, trängde ihop fotograferna och förde Kurras till polishögkvarteret.

### Död i ambulansen

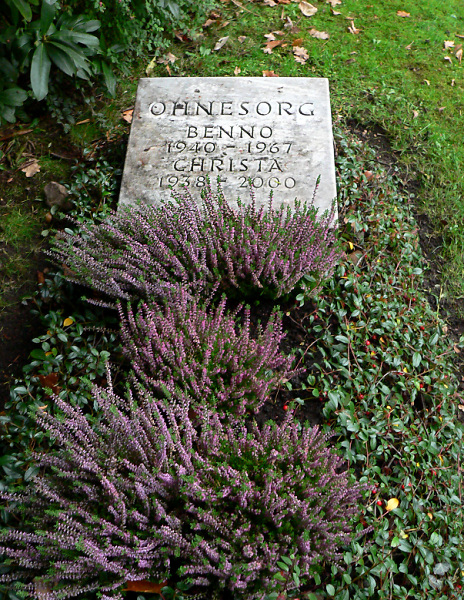
Benno och Christa Ohnesorgs grav i Hannover.

Ögonvittnena Christa S., en okänd kvinna i trenchcoat och scarf, och lite senare studenten Friederike Dollinger (senare gift Hausmann och verksam som författare) vände Ohnesorg på ryggen och stödde hans blödande huvud mot en handväska. Ett berömt fotografi av Jürgen Henschel fångade scenen, där en tydligt upprörd Dollinger lutar sig över Ohnesorg. Hon hade hört ljudet men identifierade det inte genast som ett skott, och ropade: "Vad har ni gjort, ni har dödat honom, han är död och man ser det på honom!"
En av journalisterna bad polisen att kalla på ambulans men fick svaret: Nej, varför det? Det är gott om tid. Alfred Alexander hörde skott och gick omedelbart till olycksplatsen. Trots att han identifierade sig som norsk skeppsläkare och visade sin läkarväska hindrade en polisman honom från att ge första hjälpen då kan inte var förordnad i Tyskland, dessutom var ju ambulansen på väg. Han argumenterade förgäves med polismannen i 10 minuter.
Efter ytterligare 5–10 minuter, ungefär klockan 20.50, anlände ambulansen. Transporten till Moabitsjukhuset varade cirka 45 minuter då de närmsta sjukhusen Albrecht-Achilles-sjukhuset och Westend Clinic inte hade några akutplatser kvar och vägrade ta emot Ohnesorg. Sjukvårdaren Gerhard G. och sjuksköterskan Jutta B., som själva slagits blodiga av polisbatonger, försökte förgäves rädda livet på Ohnesorg. Jutta B. vittnade om att han dog under transporten. Ungefär klockan 21.35 nådde ambulansen Moabit, där läkaren vid undersökningen skällde på sjukvårdaren för att han tagit in ett lik. Enligt sjukhusjournalen dog Ohnesorg cirka klockan 22.55 på grund av skallbasfraktur.

### Obduktion
Måndag 5 juni ägde obduktionen rum. Dr Krauland hittade skador och blåmärken över hela kroppen, därför stod det klart att Ohnesorg hade blivit misshandlad. Som faktisk dödsorsak angav han ett skott i hjärnan. Han var förvånad över att ett sex gånger fyra centimeter stort ben i skallbenet sågats ut. Det antyddes senare att det var ett försök att dölja dödsorsaken.

## Stasi-provokation?
År 2009 upptäcktes 17 pärmar i Stasis arkiv  att polisen Karl-Heinz Kurras inte i första hand var västtysk polis eller ’fascismens hantlangare’ utan var en partiansluten kommunist och månatligen avlönad Stasi-agent, anställd av Ministeriet för statssäkerhet sedan 1955 - under registernummer 575/55 och med täcknamn ’Otto Bohl’. Han hade gått med i kommunistpartiet KPD redan 1945 och varit hemlig medlem av det östtyska maktpartiet SED sedan 1964 och var det ända fram till murens fall. Han blev östtysk medborgare 1965.
När Ohnesorg sköts 1967 hade Kurras i över ett decennium lämnat ut hemliga handlingar och regelbundet informerat Stasi om västtyska spioner i DDR och om gripna östspioners utsagor i förhör. Hans rapporter ledde till ett 20-tal gripna spioner i Östtyskland, ett 50-tal rapporter gällde Västberlins polisväsende med namn, adresser, registreringsnummer på bilar, vapenförråd. Detta har tolkats som, att dödsskjutningen var en medveten provokation av den östtyska säkerhetstjänsten för att mobilisera och radikalisera studentvänstern och destabilisera demokratin i förbundsrepubliken. Denna tolkning kan sägas stödjas av att Rote Armee Fraktions medlemmar aktivt understöddes av Stasi och kunde ta sin tillflykt till Östtyskland som refugium eller som transitland. Det östtyska Ministeriet för statssäkerhet (Stasi) betecknade officiellt RAF-medlemmarna som informella medarbetare.